# 野村喜和夫
野村 喜和夫（のむら きわお、1951年10月20日 - ）は、日本の詩人、文芸批評家、俳優。「歴程」同人。日本ペンクラブ会員。

## 人物
埼玉県入間市に生まれる。埼玉県立川越高等学校、早稲田大学第一文学部日本文学科卒業。明治大学大学院仏文学専攻博士課程中退。明治大学非常勤講師など、50歳までフランス語教師を務めた。
1993年詩集『特性のない陽のもとに』で歴程新鋭賞受賞。2000年『風の配分』で高見順賞受賞。2003年『ニューインスピレーション』で現代詩花椿賞受賞。2012年『萩原朔太郎』『移動と律動と眩暈と』で鮎川信夫賞受賞。同年『ヌードな日』、『難解な自転車』、英訳詩集『スペクタクルそして豚小屋』で、第50回藤村記念歴程賞を受賞。英訳詩集 Spectacle & Pigsty で 2012 Best Translated Book Award in Poetry (USA) を受賞。2020年『薄明のサウダージ』で第38回現代詩人賞を受賞。
フランス現代思想、とりわけドゥルーズ＝ガタリの文学理論を日本の現代詩批評に援用し、精緻な文学批評を行うなど、文芸批評家でもある他に、俳優として映画にも出演している。
妻はフラメンコ・ダンサーの野村眞里子。
2011年に現代詩とダンスの振興発展を目指す一般財団法人エルスールを設立し、妻とともに「エルスール財団新人賞」を運営している。

## 詩集
- 『川萎え』（一風堂） 1987
- 『わがリゾート』（書肆山田） 1989
- 『反復彷徨』（思潮社） 1992
- 『特性のない陽のもとに』（思潮社） 1993
- 『長篇詩　平安ステークス』（矢立出版） 1995
- 『現代詩文庫　野村喜和夫詩集』（思潮社） 1996
- 『草すなわちポエジー』（書肆山田） 1996
- 『アダージェット、暗澹と』（思潮社） 1996
- 『風の配分』（水声社） 1999
- 『狂気の涼しい種子』（思潮社） 1999
- 『幸福な物質』（思潮社） 2002
- 『ニューインスピレーション』（書肆山田） 2003
- 『街の衣のいちまい下の虹は蛇だ』（河出書房新社） 2005
- 『スペクタクル』（思潮社） 2006
- 『稲妻狩』（思潮社） 2007
- 『plan14』（本阿弥書店） 2007
- 『言葉たちは芝居をつづけよ、つまり移動を、移動を』（書肆山田） 2008
- 『ZOLO』（思潮社） 2009
- 『ヌードな日』（思潮社） 2011
- 『難解な自転車』（思潮社） 2012
- 『芭（塔（把（波』（左右社） 2013
- 『久美泥日誌』（書肆山田） 2015
- 『よろこべ午後も脳だ』（水声社） 2016
- 『デジャヴュ街道』（思潮社） 2017
- 『骨なしオデュッセイア』（幻戯書房） 2018
- 『薄明のサウダージ』（書肆山田） 2019
- 『花冠日乗』（白水社） 2020
- 『妖精DIZZY』（思潮社） 2021
- 『パッサル、パッサル』（思潮社） 2024

## 選詩集
- 『閏秒のなかで、ふたりで』（ふらんす堂） 2016

## 電子詩集
- 『なまこサバイバル』（マイナビ） 2014

## 訳詩集
- 『Spectacle & Pigsty: Selected Poems of Kiwao Nomura 』（Omnidawn Pub） 2011
- 『THE DAY LAID BARE 』（ISOBAR PRESS） 2020

## 小説
- 『まぜまぜ 』（河出書房新社） 2018
- 『観音移動 』（水声社） 2024

## 評論・エッセイ
- 『ランボー・横断する詩学』（未來社） 1993
- 『散文センター』（思潮社） 1996
- 『21世紀ポエジー計画』（思潮社） 2001
- 『金子光晴を読もう』（未來社） 2004
- 『現代詩作マニュアル 詩の森に踏み込むために』（思潮社、詩の森文庫） 2005
- 『ランボー『地獄の季節』 詩人になりたいあなたへ』（みすず書房） 2007
- 『オルフェウス的主題』（水声社） 2008
- 『詩のガイアをもとめて』（思潮社） 2009
- 『移動と律動と眩暈と』（書肆山田） 2011
- 『野村喜和夫のポエジー夜話』2008

2008年より Web 上で継続的に掲載（1ヶ月に2回程度更新）
- 『萩原朔太郎』（中央公論新社、中公選書） 2011
- 『証言と抒情 詩人石原吉郎と私たち』（白水社） 2015
- 『哲学の骨、詩の肉』（思潮社） 2017
- 『危機を生きる言葉 2010年代現代詩クロニクル』（思潮社） 2019
- 『シュルレアリスムへの旅』（水声社） 2022

## 共編著
- 『討議戦後詩 詩のルネッサンスへ』（城戸朱理共著、思潮社） 1997
- 『入沢康夫の詩の世界』（城戸朱理共編、邑書林） 1998.4
- 『討議・詩の現在』（城戸朱理共著、思潮社） 2005
- 『渦巻カフェあるいは地獄の一時間』（北川健次共著、思潮社） 2013
- 『金子光晴 デュオの旅』（鈴村和成共著、未来社） 2013
- 『ゆるゆる人生のみつけかた』（鈴村和成共著、言視舎） 2014
- 『パラタクシス詩学』（杉中昌樹往復書簡、水声社） 2021

## 翻訳
- 『ポール・ヴェルレーヌ』（ピエール・プチフィス、平井啓之共訳、筑摩書房） 1988
- 『ヴェルレーヌ詩集』（編訳、思潮社、海外詩文庫） 1995
- 『フランス現代詩アンソロジー』（ドゥーボ編、共訳、思潮社） 2001
- 『神の植物・神の動物 J.K.ユイスマンス『大伽藍』より』（ユイスマンス、八坂書房） 2003
- 『ルネ・シャール詩集 評伝を添えて』（河出書房新社） 2019）

## 出演

### 映画
- 浮雲 (2008年)
- 絵のない夢 (2011年)